# Fundación Nzuri Daima
Nzuri Daima es una organización no gubernamental de origen español establecida en el año 2012 con el objetivo de impulsar causas sociales en zonas de desigualdad y vulnerabilidad de derechos. Aunque ha realizado proyectos humanitarios en diferentes partes del mundo, su labor se centra en África Oriental.

## Historia

### Inicios
Almudena Barbero, egresada en fisioterapia de la Universidad Alfonso X el Sabio, tuvo su primer vínculo con África a finales de la década de 1990 cuando viajó a Tanzania para brindar apoyo en la crisis de refugiados provocada por el genocidio de Ruanda. Más tarde colaboró con las Misioneras de la Caridad de la Madre Teresa en Calcuta y con los Redentoristas en varias regiones de Venezuela, y retornó al África en 2002.
Estas experiencias la llevaron a comenzar el proceso de registro oficial de la ONG Nzuri Daima en 2012, quedando formalmente inscrita un año después. El nombre de la fundación es una frase en idioma suajili que significa «siempre bueno».

### Coro Safari
Uno de los primeros proyectos llevados a cabo por la ONG fue el Coro Safari, un coro infantil y juvenil compuesto por menores huérfanos en situación de desamparo provenientes de Sudán del Sur y Uganda. Este proyecto musical realizó una gira por España y tuvo la posibilidad de ser acto de apertura en el tour Sirope de Alejandro Sanz en 2016. También brindó una presentación en las Fiestas de San Isidro el mismo año.
En 2017 apareció como invitado en la canción «Maravellós regal» del grupo musical catalán Txarango, y en 2022 colaboró con el músico Sergi Carbonell en una versión del tema «Fix You» de Coldplay durante una sesión en vivo del artista español. Dos años después, el coro apareció en la canción «Qué bonito» de la cantante Rosario Flores, perteneciente a su disco Universo de ley. Coro Safari ha publicado los álbumes de estudio What is Love, Joy's Miracle, Hope y Humanity en los que presenta versiones de artistas como Jorge Drexler, Ed Sheeran, Macaco, Maroon 5 y Elevation Worship, entre otros.

### Colaboración con Mediaset

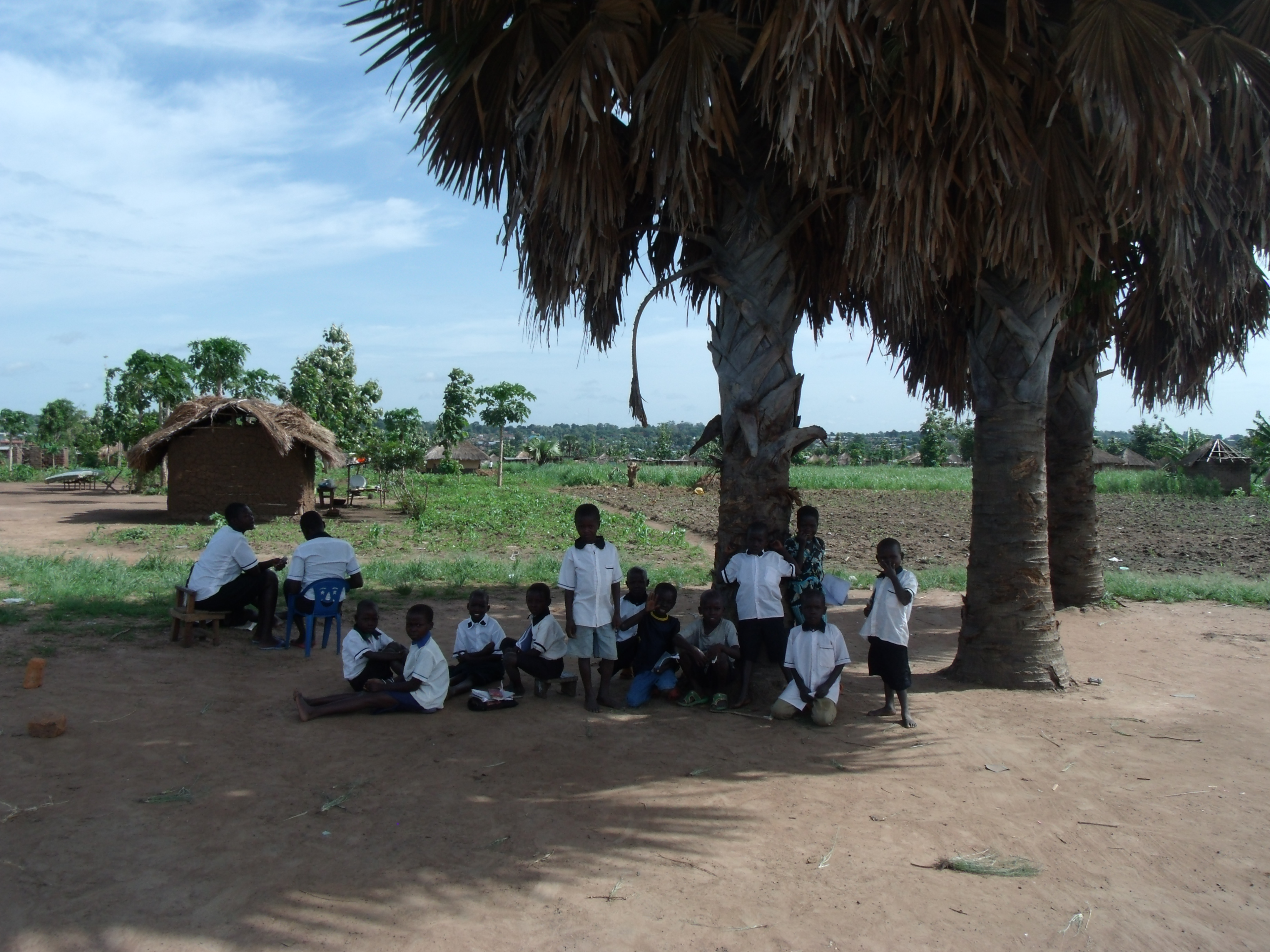
La ONG Nzuri Daima centra sus esfuerzos humanitarios en África Oriental, con especial énfasis en la región de Yei, Sudán del Sur.

En 2016, Nzuri Daima se unió a la campaña Los Comprometidos, impulsada por Mediaset a través de su iniciativa 12 Meses que busca combatir la pobreza infantil. El coro de la fundación fue el encargado de aportar el spot del proyecto con la canción «What Is Love?»;  esta colaboración llevó al coro a participar en la semifinal del programa La Voz y en otros espacios televisivos como Pasapalabra.
En 2018 colaboró con el Alto Comisionado de las Naciones Unidas para los Refugiados (ACNUR) sobre menores no acompañados. Esta campaña visibilizó la historia de Víctor Mandela, un joven refugiado sursudanés en el Bidibidi aficionado a la fotografía que se hizo popular por usar una «cámara de papel».

### Circo y acrobacia, Green Revolution y otros proyectos
Debido al alto índice de suicidios infantiles en Sudán del Sur, especialmente en la región de Yei, la fundación inició un programa de circo y acrobacia para niños y niñas a petición del gobernador del lugar. Para ello colaboró con la organización Acrobatic Circus Troup, la cual llevó un grupo profesional de acrobacia desde Uganda para formar a más de 500 estudiantes.
La fundación impulsó la creación de jardines comunitarios y plantación de árboles en el barrio de Katwe en Kampala. Este proyecto se replicó a otras zonas como el norte de Uganda y Sudán del Sur como parte del programa de reforestación Green Revolution.  En 2020 inició un nuevo proyecto denominado Radio Hope, en el que se transmitían mensajes de aliento y esperanza vía online con el objetivo de combatir la crisis ocasionada por la pandemia de COVID-19.
Otras iniciativas de la ONG incluyen Cometas de Paz, un proyecto que, mediante acciones simbólicas como el vuelo de cometas en diferentes lugares del mundo, aboga por la paz en zonas de conflicto como Ucrania, Palestina y Sudán del Sur, y un programa de microcréditos para mujeres en condición de vulnerabilidad.
De acuerdo con Mediaset, los proyectos de Nzuri Daima «son tan dispares que van desde mejoras de cocina, dormitorios y comedor de una escuela/orfanato hasta conseguir bicicletas para acercar la escuela a niños que caminan horas y horas cada día».

### Actualidad
En 2024 la fundación colaboró con los estudiantes de la carrera de Fisioterapia, Ingeniería Biomédica y Diseño Industrial de la Universidad Alfonso X el Sabio en un manual de construcción de muletas con implementos básicos como madera de palés, neumáticos, vendas y botellas, con el objetivo de ofrecer una solución de dispositivos ortopédicos a la población de Yei afectada por enfermedades o por el conflicto armado. El primer beneficiario de estas muletas fue un joven afectado por una infección ocasionada por la malaria y la fiebre tifoidea.
El mismo año, la actriz y humorista española Toni Acosta se convirtió en patrocinadora de la campaña de micromecenazgo Contra las Cuerdas, que tiene como objetivo visibilizar el alto número de suicidios infantiles en Sudán del Sur y abrir vías de acompañamiento psicológico a través de las instituciones educativas.

## Discografía de Coro Safari
- 2015 - What Is Love?
- 2016 - Joy's Miracle
- 2020 - Hope
- 2023 - Humanity